# Metrodira subulata
Metrodira subulata är en sjöstjärneart som beskrevs av Gray 1840. Metrodira subulata ingår i släktet Metrodira och familjen krullsjöstjärnor. Inga underarter finns listade i Catalogue of Life.